# Žedno
Žedno je manjše naselje na otoku Čiovo (Hrvaška), ki upravno spada pod mesto Trogir; le-ta pa spada pod Splitsko-dalmatinsko županijo.

## Geografija
Naselje leži v notranjosti otoka, južno od naselja Mastrinke in jugozahodno od Arbanije. Kraj je s cesto preko Mastrinke povezan z okoli 8 km oddaljenim Čiovim.

## Prebivalstvo
| Pregled števila prebivalcev po letih | Pregled števila prebivalcev po letih | Pregled števila prebivalcev po letih | Pregled števila prebivalcev po letih | Pregled števila prebivalcev po letih | Pregled števila prebivalcev po letih | Pregled števila prebivalcev po letih | Pregled števila prebivalcev po letih | Pregled števila prebivalcev po letih | Pregled števila prebivalcev po letih | Pregled števila prebivalcev po letih | Pregled števila prebivalcev po letih | Pregled števila prebivalcev po letih | Pregled števila prebivalcev po letih | Pregled števila prebivalcev po letih |
| ------------------------------------ | ------------------------------------ | ------------------------------------ | ------------------------------------ | ------------------------------------ | ------------------------------------ | ------------------------------------ | ------------------------------------ | ------------------------------------ | ------------------------------------ | ------------------------------------ | ------------------------------------ | ------------------------------------ | ------------------------------------ | ------------------------------------ |
| 1857                                 | 1869                                 | 1880                                 | 1890                                 | 1900                                 | 1910                                 | 1921                                 | 1931                                 | 1948                                 | 1953                                 | 1961                                 | 1971                                 | 1981                                 | 1991                                 | 2001                                 |
| 171                                  | 161                                  | 120                                  | 146                                  | 158                                  | 217                                  | 375                                  | 248                                  | 290                                  | 296                                  | 268                                  | 191                                  | 136                                  | 91                                   | 110                                  |

## Zgodovina
V naselju stoji cerkev sv. Mavra postavljena v 4. stoletju.